# You Say Party
You Say Party (ранее You Say Party! We Say Die!) — канадская рок-группа из Абботсфорда, начавшая свой путь в качестве энергичных возрожденцев новой волны, затем приняла более мрачный оборот после смерти барабанщика в 2010 году. Это также привело к смене названия, поскольку они отказались от второй половины своего псевдонима.
Их первый альбом Hit the Floor! был выпущен в сентябре 2005 года, и группа завершила свое второе турне по Канаде выступлением на South by Southwest и туром по Соединенным Штатам, после чего отправилась в турне по Великобритании и Германии. Их второй альбом Lose All Time был выпущен в Канаде 20 марта 2007 года, а в Соединенных Штатах 18 августа 2007 года на Paper Bag Records, в Великобритании 18 июня 2007 года на Fierce Panda Records и в Германии, Австрии и Швейцарии 17 августа 2007 года на PIAS Group. Их третий альбом XXXX был выпущен в 2009 году, а в 2020 году певица Бекки Нинкович называла его кульминацией творчества группы. В апреле 2010 года барабанщик Девон Клиффорд упал на сцене в Ванкувере из-за кровоизлияния в мозг и вскоре умер. Они сменили название и несколько раз меняли состав, прежде чем объявить о распаде в 2011 году. В конце концов они воссоединились, выпустив в 2016 году траурный одноименный альбом You Say Party в своем классическом составе (без Клиффорда): вокалистка Бекки Нинкович, гитарист Дерек Адам, клавишница Криста Лоуэн и басист Стивен О'Ши.

## Дискография
Альбомы
- 2005 – Hit the Floor!
- 2007 – Lose All Time
- 2008 – Remik's Cube – альбом ремиксов
- 2009 – XXXX
- 2010 – REMIXXXX – альбом ремиксов
- 2016 – You Say Party

Мини-альбомы
- 2004 – Danskwad
- 2010 – YSP/DULOKS
- 2014 – DECENNIUM

Синглы
- 2006 – "The Gap" and "Stockholm Syndrome Parts I and II"
- 2006 – "You Did It!" and "Love in the New Millennium"
- 2006 – "You Say Party! We Say Die!/The Victorian English Gentlemen's Club
- 2007 – "Monster"
- 2007 – "Like I Give a Care" and "Opportunity"
- 2010 – "Laura Palmer's Prom"
- 2010 – "Dark Days"
- 2010 – "There Is XXXX (Within My Heart)"
- 2011 – "Lonely's Lunch"
- 2011 – "Laura Palmer's Prom"
- 2013 – "Friend"
- 2013 – "The Misunderstanding" Orchestral Manoeuvres in the Dark Cover
- 2016 – "Ignorance"